# Garanoir
Garanoir ist eine Rotweinsorte. Es handelt sich um eine Neuzüchtung aus dem Jahr 1970 von Dominique Maigre und André Jaquinet von der Station Federale de Recherches en Production Vegetale de Changins, der Eidgenössischen Forschungsanstalt für Pflanzenbau (Agroscope RAC Changins) in Pully. Sie ist eine Kreuzung aus der roten Sorte Gamay und der weißen Sorte Reichensteiner. Züchtungsziel war es, eine Rebsorte mit den Qualitäten eines Gamay beziehungsweise eines Pinot noir bei früherer Reife zu gewinnen. Die frühreifende Sorte ist überwiegend pilz- und fäulnisresistent und erbringt Weine von dunkelroter, kräftiger Farbe, die mild im Geschmack sind und ein Aroma von Brombeeren aufweisen. Bei hoher Reife fehlt es den Rotweinen jedoch an Säure und damit an Struktur.
Sie wird in der Schweiz (ca. 198 Hektar bestockte Fläche, Stand 2007, Quelle: Office fédéral de l'agriculture OFAG) sowie in geringem Umfang in Württemberg angebaut.
Der ursprüngliche Name Granoir darf aus rechtlichen Gründen nicht mehr verwendet werden. Aus der gleichen Kreuzung ging die Rebsorte Gamaret hervor.
Siehe auch die Artikel Weinbau in der Schweiz und Weinbau in Deutschland sowie die Liste von Rebsorten.
Synonyme: Gastar, Granoir, Pully B-28
Abstammung: Gamay × Reichensteiner